# Edge (2008年遊戲)
《Edge》是由Mobigame開發的益智平台遊戲。該作的目標是引導滾動的立方體穿越迷宮般的關卡，直至抵達終點。該作最初在2008年12月於App Store上架，但因為作品名稱之「Edge」一詞與Edge Games產生商標糾紛，曾被多次下架並重新上架，並導致該作曾以「Edge by Mobigame」、「Edgy」等名稱發行，最終在2010年1月以原名稱上架App Store。該作於多個平台發行，其中包括行動電話、PlayStation Portable、Microsoft Windows、macOS、Linux、Android、Wii U及任天堂3DS。該作在2011年8月由發行商Two Tribes於Steam發行。
《Edge》在評論家之間的評價較為正面，稱讚了其極簡的關卡設計及晶片音樂原聲帶。該作獲得許多獎項，包括米爾松最佳手機遊戲獎、第5屆國際行動遊戲獎的兩個子分類，以及獨立遊戲節三個子分類的提名。擴展內容《Edge Extended》加入了新的關卡、音樂、3D引擎及由電腦操控的黑色立方體，作為玩家的對手。該擴展作為獨立的應用程式在2011年8月25日於iOS發行，2012年1月27日於Android發行。Two Tribes將該擴展於macOS、Linux、Microsoft Windows等平台以可下載內容的形式發行，Wii U和任天堂3DS平台則將擴展內容加入初始版遊戲。

## 遊戲玩法

遊玩畫面及平台邊緣懸掛時間，截自iOS版本的《Edge》。

《Edge》是一款於等距視角下遊玩的益智平台遊戲。玩家透過滑動遊戲畫面上的立方體，使它向指定方向「滾動」。立方體可以爬上與自己等高的台階。透過使立方體沿著牆壁保持平衡，玩家可以懸掛在一些平台邊緣以跨越較大的間隙。遊戲的目標是引導立方體穿越迷宮般的關卡抵達終點。關卡由平台、移動的方塊、開關及可收集的稜鏡（Prisms）組成。完成關卡後，玩家會獲得根據完成時間、收集的稜鏡數量、立方體掉落平台次數的成績排名。玩家會在收集所有稜鏡並快速通關後獲得特殊排名。玩家可透過使立方體長時間懸掛在平台邊緣以降低完成時間。該作的智慧型手機版本提供兩種操作方式：在螢幕上滑動或點擊螢幕上的按鍵，而後者為預設選項。該作有45個主要關卡及3個可解鎖的關卡。完成全部48個關卡可解鎖急速模式（Turbo mode），使關卡以更快的步調進行。
《Edge Extended》加入了44個新關卡及新功能。該作以幽靈模式（Ghost mode）取代先前的急速模式：完成所有關卡後，幽靈模式可使玩家以幽靈方塊（Ghost cube）的形式與自己先前的遊玩記錄對戰。《Edge Extended》也推出了由電腦操控的黑色立方體，它會自行移動，並透過阻擋道路及按下開關來干擾玩家。

## 開發與發行

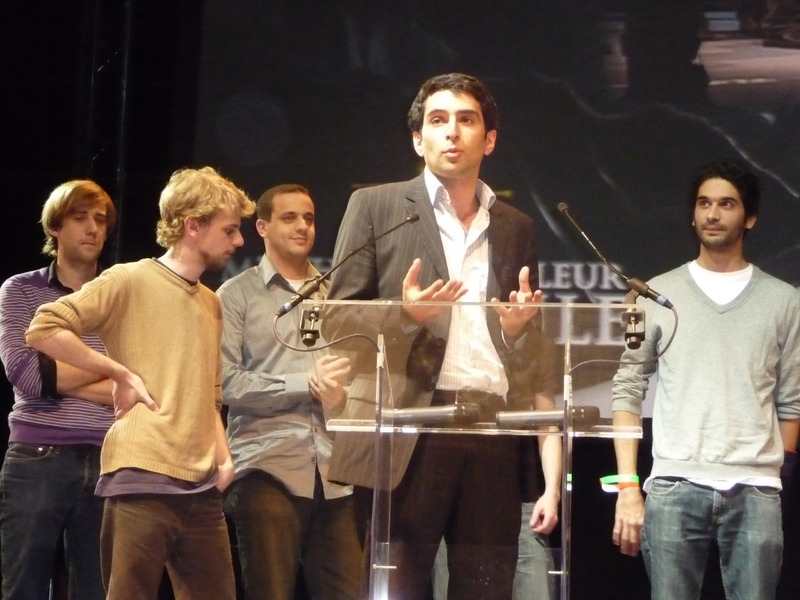
《Edge》開發團隊Mobigame，攝於2008年巴黎電子遊戲展。

《Edge》由兩人團隊，大衛·帕帕齊安（David Papazian）和馬修·馬洛特（Matthieu Malot）開發，統稱為Mobigame。馬洛特在2004年構思了一個立方體滾動遊戲的核心概念，2006年開始開發工作。帕帕齊安負責遊戲程式的編寫，馬洛特負責遊戲美術與設計。該作的作曲家包括羅曼·高蒂爾（Romain Gauthier）、西蒙·佩林（Simon Périn）、理查德·馬洛特（Richard Malot）、熱雷米·佩林（Jérémie Périn）和馬修·馬洛特。該團隊最初打算開發一款專門針對移動平台的遊戲，但在首次發行後開始考慮提供對鍵盤與遊戲手把的支援，並透過免費更新在幾個月內將關卡數量從26個提升到46個。該作重新上架App Store後，Mobigame強化了《Edge》的圖形，以兼容Retina顯示器的解析度和iPad系列更大的螢幕。
《Edge》最初在2008年12月發行，但在2009年5月因與Edge Games的執行長蒂姆·朗德爾（Tim Langdell）產生商標糾紛而從App Store下架。作為朗德爾對該作「Edge」一詞商標的明顯所有權提出的多起糾紛之一，朗德爾要求共享遊戲的收入，但未與Mobigame達成決議。Mobigame的律師對其商標的效力和朗德爾聲稱的通訊細節提出異議。儘管Mobigame未與朗德爾達成決議，該作在2009年10月以「Edge by Mobigame」的名稱重新上架App Store，但在一個月後再次下架。2009年12月，《Edge》以名稱「Edgy」再次上架，但Mobigame擔心朗德爾在與美商藝電的訴訟中使用這一判決先例而將其移除。2010年1月，《Edge》使用其原先的名稱於美國和英國以外的地區發行，同年5月於美國App Store上架。
Mobigame在2011年8月25日於iOS發行了擴展內容《Edge Extended》，2012年1月27日於Android發行。不同於《Edge》的2D引擎，《Edge Extended》使用了新的3D引擎，並針對Retina顯示器的解析度和iPad 2進行最佳化。Mobigame聘請了熱雷米·托頓（Jérémie Torton）作為新關卡的設計師。《Edge》和《Edge Extended》皆在2013年1月加入了對寬銀幕的支援。
Connect2Media在2009年12月17日將《Edge》移植為歐洲的行動電話版本。Mobigame將該作移植到PlayStation Network的PlayStation minis，2010年12月2日於歐洲和澳洲發行，2011年9月20日於北美洲發行。Two Tribes將該作在2011年8月11日移植到Steam，8月19日移植到Mac App Store。該作在2012年2月3日發行Android版本，作為Android平台第一次Humble Indie Bundle的一部分。
Two Tribes開發了《Edge》的Microsoft Windows和Wii U版本，並與Cosmigo共同開發了任天堂3DS版本。Two Tribes將原版的觸控和傾斜的操作方式改為鍵盤和類比搖桿。此外，Two Tribes製作了新的關卡、成就、排行榜及螢幕解析度的調整選項。Wii U和任天堂3DS版本包含了《Edge》、《Edge Extended》及Windows版本的所有關卡。Two Tribes在2011年8月28日將《Edge Extended》作為可下載內容移植到macOS版本的《Edge》。Two Tribes將《Edge》和《Edge Extended》作為單一版本移植到Wii U和任天堂3DS，Wii U版在2013年11月21日發行，任天堂3DS版在2013年12月26日發行。
該作的原聲帶在2009年3月13日發行。

## 反應

### 評價
| 游戏              | GameRankings                        | Metacritic                 |
| ----------------- | ----------------------------------- | -------------------------- |
| 《Edge》          | iOS：88% PSP：85% PC：73% WiiU：79% | － PC：74/100 WiiU：79/100 |
| 《Edge Extended》 | iOS：94%                            | iOS：91/100                |

根據評論匯總網站Metacritic，個人電腦版本獲得74/100的評分（基於12條評論），Wii U版本獲得79/100的評分（基於9條評論）。多位評論家讚賞了該作的極簡美學、生動的關卡設計及原聲帶。Kotaku和Slide to Play將該作的關卡設計與狂暴彈珠比較，而148Apps的邦妮·艾森曼（Bonnie Eisenman）認為該作的關卡就像「大型遊樂場」。Gamezebo的瑞恩·休森（Ryan Hewson）稱讚了該作的視覺表現沒有「分散注意力的紋理」或「跳動的動態背景」。GameSpot的克里斯·沃特斯（Chris Watters）特別提到了該作的極簡圖形創造出一種獨特的氛圍，掩蓋了其原先方塊漂浮於太空中的概念。Slide to Play讚賞了該作的晶片音樂原聲帶與極簡美學完美契合。Kotaku的歐文·古德（Owen Good）同意該作的原聲帶與遊戲相符，並稱其為iPhone遊戲中最好的原聲帶，他進一步將原聲帶描述為「沉思、舒緩、有活力並帶有神祕感的」。Pocket Gamer的基斯·安德魯（Keith Andrew）多次提及該作的音樂，他表示「（該作）散發著一流的氣息，並隨著風格積極的跳動」。
關於《Edge》的操控方式，Slide to Play指出一些操控方式在某些情形下較其他方式好用，並批評了該作無法在遊玩過程中切換操控方式的問題。Kotaku發現有些關卡不可能以傾斜或觸控等操控方式完成，但十字鍵對無法處理前述關卡的玩家而言又太過簡單，儘管仍須使用十字鍵才能通關。克里斯·沃特斯指出，由於該作立方體的滾動動量，無論使用何種操控方式，都會有一種模糊的笨拙感。Nintendo World Report的扎克里·米勒（Zachary Miller）特別批評了該作透過平衡立方體的邊緣來抓緊移動方塊的能力，並發現小地圖有時毫無幫助。
根據Metacritic的資料，擴展內容《Edge Extended》於iOS的發行獲得「普遍讚譽」。TouchArcade的特洛伊·伍德菲爾德（Troy Woodfield）給予該擴展打出滿分。Pocket Gamer的哈里·斯萊特（Harry Slater）給予該擴展與原作相同的金獎評分。Slide to Play描述該擴展的關卡為「精心打造」，但發現在太陽光下遊玩時難以看見遊戲內黑暗的環境。

### 獎項與提名
《Edge》獲得2008年米爾松最佳手機遊戲獎及第5屆國際行動遊戲獎的「遊戲性卓越」和「營運者選擇獎」兩項分類。該作也獲得2009年獨立遊戲節「最佳手機遊戲」、「優秀音效獎」及「最佳iPhone遊戲」的提名。該作被英國電子遊戲雜誌《Edge》選為截至2011年的最佳iPhone遊戲，並被列入2010年版《有生之年非玩不可的1001款遊戲》之一:835。

## 外部連結
- 官方网站
- MusicBrainz上的《Edge》原聲帶